# Нікорень
Нікорень (рум. Nicoreni) — село у Дрокійському районі Молдови. Утворює окрему комуну.

## Населення
За даними перепису населення 2004 року у селі проживали 3420 осіб.
Національний склад населення села:
| Національність       | Кількість осіб | Відсоток   |
| -------------------- | -------------- | ---------- |
| молдавани румуни     | 3376 4         | 98,7% 0,1% |
| українці             | 25             | 0,7%       |
| росіяни              | 7              | 0,2%       |
| цигани               | 5              | 0,1%       |
| гагаузи              | 2              | 0,1%       |
| інша / без відповіді | 1              | < 0,1%     |
| Всього               | 3420           | 100%       |

## Видатні уродженці
- Лідія Куликовська — молдовський бібліотекар і бібліограф.